# منال خالد
منال خالد هي مخرجة مصرية من مواليد 1971.

## مسيرتها المهنية
وُلدت منال خالد في 20 نوفمبر (تشرين الثاني) 1971، وتخرجت من قسم الفلسفة في كلية الآداب بجامعة الإسكندرية، ثم حصلت على عدة دورات تدريبية في الإخراج السينمائي وكتابة السيناريو والنقد الفني قبل أن تبدأ مسيرتها العملية في عام 1993 كمخرجة في التليفزيون المصري. عملت منال خالد بعد ذلك كمخرجة مساعدة ثم مخرجة للأفلام التسجيلية والأفلام الروائية القصيرة، وصدر أول فيلم تسجيلي من تصويرها وإخراجها في عام 2008 بعنوان «من غزة في فلسطين»، ثُم عملت بعد ذلك كمخرجة مساعدة لبعض الأفلام الروائية الطويلة مع عدد من كبار المخرجين، ومنهم المخرجة كاملة أبو ذكري، والمخرج هاني خليفة والمخرج محمد علي. أخرجت منال خالد أول فيلم روائي طويل لها في عام 2018، وهو فيلم «حمام سخن» الذي عُرض في الولايات المتحدة الأمريكية عام 2021، وشارك في العديد من المهرجانات السينمائية الدولية، ومنها مهرجان السينما العربية والمتوسطية بإسبانيا في عام 2021، ومهرجان الجونة السينمائي.

## أعمالها

### الأفلام
- حمام سخن: أنتج عام 2018، وعُرض في الولايات المتحدة عام 2021.[5]

### الأعمال الأخرى التي شاركت فيها وليست من إخراجها
| السنة | اسم العمل          | النوع | نوع المُشاركة |
| ----- | ------------------ | ----- | ------------ |
| 2005  | الحياة منتهى اللذة | فيلم  | مخرج منفذ    |
| 2006  | عن العشق والهوى    | فيلم  | مُساعد مُخرج   |
| 2006  | ملك وكتابة         | فيلم  | مُساعد مُخرج   |
| 2007  | عجميستا            | فيلم  | مُساعد مُخرج   |
| 2007  | ألوان السما السبعة | فيلم  | سكريبت       |
| 2007  | الماجيك            | فيلم  | مُساعد مُخرج   |
| 2007  | الأولة في الغرام   | فيلم  | مُساعد مُخرج   |
| 2008  | حلم العمر          | فيلم  | مخرج منفذ    |
| 2009  | حفل زفاف           | فيلم  | مخرج منفذ    |
| 2010  | الوتر              | فيلم  | مخرج منفذ    |
| 2011  | الجامعة (مسلسل)    | مسلسل | مخرج منفذ    |
| 2012  | زي الورد           | مسلسل | مخرج منفذ    |
| 2015  | باباراتزي          | فيلم  | مُساعد مُخرج   |

## التكريمات والجوائز
حظي فيلم «قيمة ساعة» للمخرجة منال خالد بتنويه خاص من لجنة التحكيم خلال الحفل الختامي لمهرجان الدار البيضاء للفيلم العربي عام 2021 بسبب جرأة موضوع الفيلم.

## وصلات خارجية
- صفحة المخرجة على قاعدة بيانات الأفلام العربية
- صفحة المخرجة على قاعدة بيانات الأفلام على الإنترنت